# 三輪麻未
三輪 麻未（みわ あさみ、1988年11月29日 - ）は、日本のファッションモデル、タレント。
東京都出身。オスカープロモーション所属
2011年3月に大妻女子大学を卒業。3歳下の弟がいる。

## 略歴
3歳の時、子役デビュー。後に1995年2月に劇団日本児童に所属。テレビやCMを中心に活動した。また、 NHK教育テレビ「トゥトゥアンサンブル」(1998年4月～1999年3月)にレギュラー出演した。
その後、2001年、ファッション雑誌ピチレモン（学研）の第4回専属モデルオーディションで6015名の応募者の中から、グランプリを受賞し、ファッションページはもちろんの事素肌が大変きれいな事より、ビューティーページにも数多く登場しピチレモンのモデル（ピチモ）として2001年～2006年まで毎月レギュラーで登場して人気を得た。
ピチレモン卒業後は、ファッション雑誌Popteenのレギュラーモデルとなり、Popteen登場からわずか3か月で表紙を飾った。
2010年6月より、EDGE STYLEのレギュラーモデルを務めている。
2013年11月、スポーツのための食事学であるジュニア・アスリートフードマイスターの資格を取得。
2014年3月5日、プロサッカー選手の大迫勇也と結婚。同年10月に第1子となる女児、2019年4月に第2子となる女児をドイツにて出産した。

## 出演

### テレビドラマ
- 恋する犯罪(1996-TBS)
- SPEC～警視庁公安部公安第五課 未詳事件特別対策係事件簿～(2010－TBS)
- お日柄もよろしく(2010-BSフジ)- まいこ 役

### 教育番組
- トゥトゥアンサンブル(1998.4～1999.3－NHK教育)レギュラー
- シャキーン!!（2009－NHK教育テレビ）

### 映画
- 僕たちは世界を変えることができない。(2011.9公開－東映)

### バラエティ
- さんまのSUPERからくりTV（1996－TBS）
- ジパング大決戦!（1999－TBS）
- カラオケマイク王（2002－テレビ東京）
- Take Me Out（2009－TBS）
- EXH〜EXILE HOUSE〜（2009－TBS）
- ハケンOLは見た!　(2010－2011テレビ東京)レギュラー
- ONGAX　MC (2010－千葉テレビ)
- 快撮 (2011－J:com)
- 情報満喫バラエティ 週末にしたい10のこと! (2012－日本テレビ)レギュラー

### TV-CM
- 味の素「ポテマヨ」(1996)
- 小学館百科事典(1998)
- アメリカンホームダイレクト(1998)
- NTTドコモ(1998)
- 同和火災(1999)
- コカ・コーラ(1999)
- 任天堂「ポケモンスタジアム2」(1999)
- タカラ「イーカラ」(2001)
- タカラ「ポピュラ」(2002)
- フタバデジタル「KISS YOU」(2004)
- KOSE「ソフティモ」(2010)
- DAM「DAMとも」(2010)
- イオン「にっぽんをうたおうみんなのゆかた」(2012)

### WEB
- とりあえず生中3杯目(2010.7－ニコニコ動画生放送)
- マカロン cafe (2011.10～2012.6－あっ！とおどろく放送局)レギュラー
- NTT DOCOMO　エルとエム(2012.1－Bee TV)

### ラジオ
- ピチモのサタピチ（TBSラジオ）

### CD
- クラウンレコード

### PV
- 大洗子供科学館(1996)
- キンモクセイ(2000)
- ONE DRAFT(2010)

### 雑誌
- ピュアピュア
- ピチレモン（学研、2001年－2006年）専属モデル
- Popteen（角川春樹事務所、2006年－2009年）レギュラーモデル
- EDGE STYLE（双葉社、2010年－）レギュラーモデル
- mama girl （ソニー・ミュージックソリューションズ、2018年－）モデル
- 大人百花 （角川春樹事務所、2023年－）レギュラーモデル

### カタログ・スチル
- 企業イメージポスター(1992)
- タカラ　イーカラ(2001)
- 学生服カタログ(2003)
- ナルミヤ・インターナショナル エンジェルブルー (2003－2005)イメージモデル
- エレンス2001 (2004-2005)イメージモデル
- 株式会社フリュー　プリントシール機　｢姫組み｣　(2007－2009)イメージモデル
- 株式会社フリュー　プリントシール機　｢ミスドール｣　(2007－2009)イメージモデル
- ぷりずむ館　振袖カタログ(2010)
- HANAブライダルサロン　振袖カタログ(2010)
- 銀蔵　振袖カタログ(2010)
- マイム　袴カタログ(2010)
- HANAブライダルサロン　振袖カタログ(2011)
- ジョイフルまるやま　振袖カタログ(2011)
- イオンリエール「Doublefocus」(2011.9～2012.8)イメージモデル
- 富士通　ドコモカタログ (2011.11～2012.6)
- フェニックス「X-nix」(2012.1.18～2013.12.31)イメージモデル
- TOMMYカタログ (2013.1～2014.6)

### イベント
- ピチレモンファッションショー　代々木第一体育館　(2001－2006 summer)
- ピチレモンモデル　サイン&握手会(2001－2006)
- ナルミヤインターナショナルファッションショー　全国各地　(2001－2006)
- Pop teenファッションショー　「あげポ」　代々木第一体育館　(2006－2009 summer)

## 受賞歴
2001年
- 第4回ピチレモンモデルオーディション グランプリ